# Andrea López Caballero
Pour les articles homonymes, voir López, Andrés López (homonymie) et Caballero.
Andrea López Caballero (né en 1647 à Naples, mort à une date inconnue en Espagne) est un peintre italien de la période baroque, actif au XVIIe siècle en Espagne.

## Biographie
Andrea López Caballero est né à Naples, mais a étudié à Madrid auprès de Antolinez.
Il se consacra principalement à la peinture de portraits mais a aussi peint des tableaux religieux.

## Œuvres
- Vierge avec le Christ et Marie-Madeleine, Madrid.

## Sources
- (en) Cet article est partiellement ou en totalité issu de l’article de Wikipédia en anglais intitulé « Andrea López Caballero » (voir la liste des auteurs).